# Phanostratê
Vous lisez un « article de qualité » labellisé en 2024.
Phanostratê (en grec ancien : Φανοστράτη / Phanostrátē) est une sage-femme et médecin grecque de l'époque hellénistique, ayant vécu au IVe siècle av. J.-C. dans le dème de Mélité (Attique). Connue des historiens modernes uniquement par deux stèles exécutées entre 360 av. J.-C. et 340 av. J.-C., elle est, selon la documentation existante, la première femme à être appelée « médecin » (ἰατρὸς / iatros) dans l'histoire de la Grèce antique.
En raison d'un sérieux manque d'éléments d'information, l'origine et le statut social de Phanostratê ne peuvent être déterminés avec certitude. Il est possible qu'elle ait été mère et ménopausée, comme le philosophe Socrate l'exigeait alors d'une sage-femme. Elle devait également être très instruite de l'art médical pour exercer dans d'autres domaines de la santé.
La mention d'une statue à l'effigie de Phanostratê dans l'asclépiéion d'Athènes, aujourd'hui disparue, témoigne de l'importance et de la renommée locales dont elle jouissait à l'époque.

## Stèles attestant l'existence de Phanostratê
Phanostratê est connue par deux stèles de marbre datant du IVe siècle av. J.-C., approximativement entre 360 av. J.-C. et 340 av. J.-C. La première est une stèle funéraire, retrouvée à Menídi, conservée au musée national archéologique d'Athènes sous le numéro d'inventaire NM 993 et connue dans les répertoires épigraphiques comme IG II/III² 6873. La seconde est une stèle de remerciement pour ses services, retrouvée sur le versant sud de l'acropole d'Athènes, conservée au musée épigraphique sous le numéro d'inventaire 9007 et connue dans les répertoires épigraphiques comme IG II³ 4 700.

### Stèle de Menídi
La stèle IG II/III² 6873 se présente comme un bas-relief représentant deux femmes et quatre enfants, accompagné d'inscriptions. Au-dessus du bas-relief, on peut lire :
« Φανοσ[τράτη ---,---]
Με[λιτέως] »
« Phanostratê, [fille de ou épouse de ---],
 du dème de Mélité. »
— trad. Véronique Dasen.
Dans le bas-relief, le nom Antiphilê (’Αντιφίλη) est écrit au-dessus de la femme debout à gauche, et Phanostratê (Φανοστράτη) au-dessus de la femme assise à droite. L'inscription en hexamètre dactylique en dessous du bas-relief dit :
« Μαῖα καὶ ἰατρὸς Φανοστράτη ἐνθάδε κεῖται
[ο]ὐθενὶ λυπη<ρ>ά, πᾶσιν δὲ θανοῦσα ποθεινή. »
« Sage-femme (maia) et médecin (iatros), Phanostratê repose ici,
à nul elle ne causa de chagrin et tous, à sa mort, la regrettent. »
— trad. Véronique Dasen.
Phanostratê est représentée assise sur un klismos (à droite) et serrant la main d'Antiphilê (à gauche, dans une pose codifiée exprimant la tristesse), toutes deux habillées d'un chiton et d'un himation. Son rapport avec la première femme n'est pas précisé et a donné lieu à diverses hypothèses (amie, parente, mécène, cliente ou assistante). Il est très probable que cela soit une de ses proches, peut-être celle ayant commandé la stèle en l'honneur de la défunte,,,. En 1972, Georges Daux est le premier à reconstruire correctement le texte de la stèle, et à remarquer le nom d'Antiphilê. Celui-ci lui permet de déterminer que le prénom Phanostratê est celui de la dame assise, ses prédécesseurs croyant que les deux femmes s'appelaient ainsi.
Quatre petits enfants (un nombre inhabituel pour une stèle funéraire) accompagnent la scène : Antiphilê est entre deux petites filles qui la regardent tandis que Phanostratê a deux enfants de sexe indéterminé près d'elle — un à sa droite (sûrement une fille) derrière sa chaise et un accroupi en dessous. Il se peut que ces enfants soient ceux de Phanostratê, ou d'Antiphilê, voire d'une autre femme que la sage-femme a accouchée et soignée,. V. Dasen suggère que « les enfants pourraient aussi servir d’attributs de la compétence de Phanostratê à un deuxième niveau, en la désignant comme une mère accomplie, conformément à la description de Socrate qui recommande de recourir à des femmes ayant enfanté » pour diriger des accouchements.
Contrairement aux stèles funéraires d'hommes médecins grecs antiques, celle de Phanostratê ne contient aucun indice de sa qualité de citoyenne ou de médecin (instrument, geste, habit ou accessoire distinctif). En revanche, le bas-relief qui la figure ressemble à ceux qui représentent des nourrices (τίτθη / titthê), dans les figures, leurs vêtements et leurs positions, et dont le métier n'est identifiable que grâce à l'inscription sous le bas-relief. Cette proximité induit en erreur Christoph W. Clairmont en 1970, qui avait placé le monument funéraire parmi les stèles des nourrices, comprenant dans ce sens le mot maia et oubliant complètement celui d'accoucheuse.

### Stèle d'Athènes
Sur la stèle de remerciement retrouvée à Athènes, le nom masculin Phanostratos (Φανόστρατος) a longtemps été lu, jusqu'à ce que Jaime Curbera démontre l’erreur en 2017. Il est le premier à supposer qu'il s'agit de la Phanostratê nommée sur la stèle funéraire de Menídi, ce que le reste de la recherche a estimé « plausible ».
« Φανόστρατη [---].
Δηλοφάνης ἀνέθηκε Χο[λαργεὺς εἰκόνα τήνδε],
τῆς αὑτοῦ θυγατρὸς Δ[--- εὐξαμένης].
Λυσιμάχηι γὰρ μητρὶ [---]
χεῖρα μέγας σωτὴρ [---]
ἐπὶ Πατ[αίκου ἱερέως]. »
« Phanostratê [---].
Délophanès de Cholargos dédia [cette image]
Sa propre fille D[--- l'ayant juré]
pour [sa ?] mère Lysimachê [---]
[tu as posé ta ?] main, grand sauveur [---]
Durant le sacerdoce de Pat[aïkos]. »
— trad. Stephen Lambert.
L'inscription est exécutée durant le sacerdoce d'un prêtre nommé Pataïkos, c'est-à-dire avant 343-342 av. J.-C. selon Sara Aleshire. Malgré les lacunes textuelles, on comprend que Phanostratê est ici remerciée pour avoir secouru une certaine Lysimachê, épouse de Délophanès de Cholargós (dème à six kilomètres au nord-ouest d'Athènes) et mère d'une fille, dont le nom perdu commence par un delta.

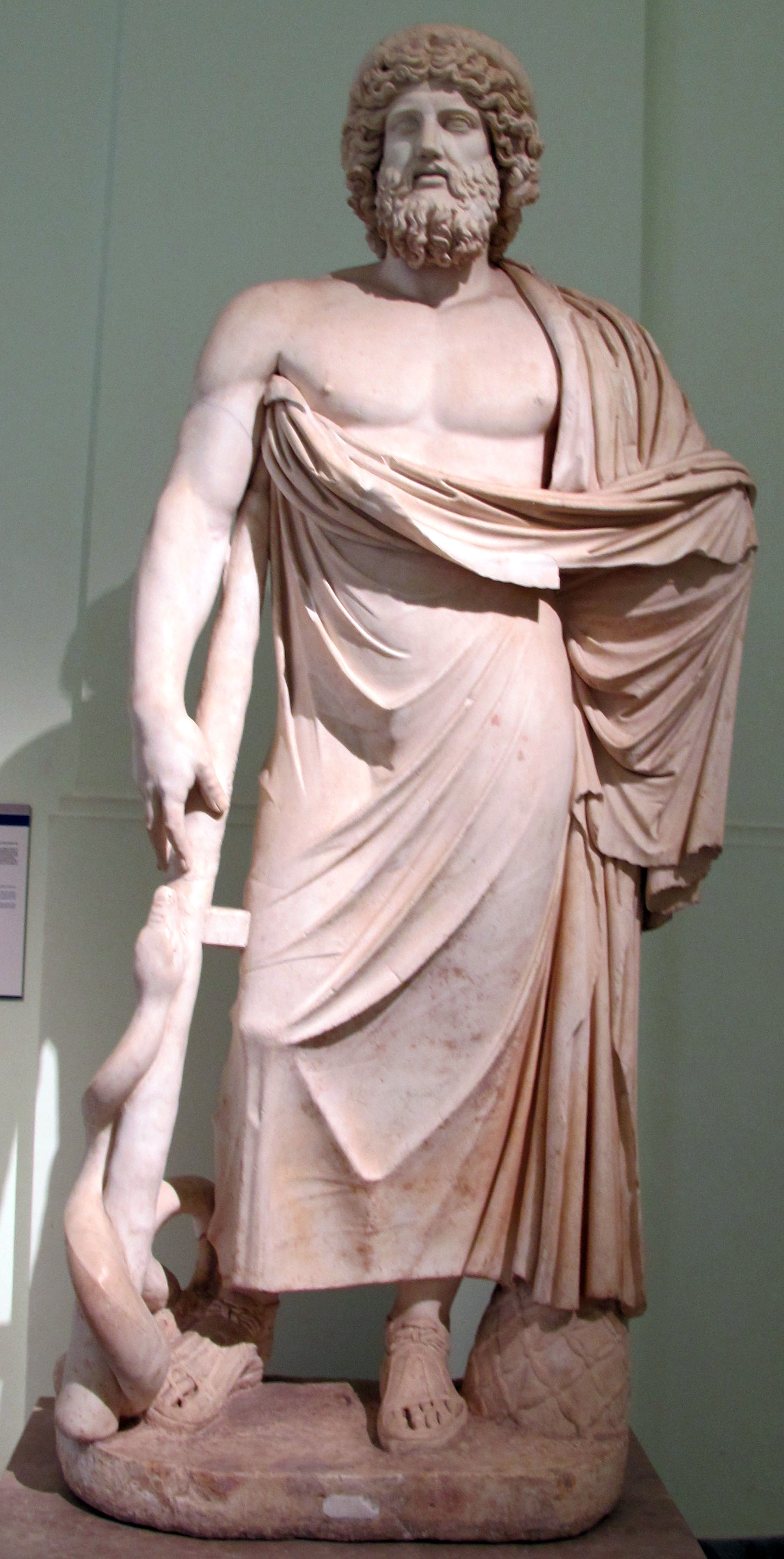
Statue d'Asclépios, dieu grec de la médecine. Copie romaine des années 100-150 d'après un original grec de la fin du (musée archéologique de Naples). — Sur la stèle de remerciement retrouvée à Athènes, Asclépios est désigné comme le « grand sauveur » à qui la patiente de Phanostratê doit sa guérison.

La stèle fait référence à une statue qui n'a pas été retrouvée. Le texte suggère que la statue était à l'image de Phanostraté, ce qui permet d'estimer l'importance qu'avait la sage-femme dans la société de son temps : avoir une statue dans l'asclépiéion était en effet un grand et rare honneur pour un médecin. L'existence de cette statue prouve que les guérisseuses étaient respectées et pouvaient avoir les mêmes honneurs que ceux réservés aux hommes. Les dons de guérison de Phanostratê sont cependant subordonnés au « grand sauveur » de Lysimachê qu'est Asclépios, dieu de la médecine. Il est probable que Phanostratê, comme les autres membres du corps médical grec antique, ait eu une dévotion particulière envers lui.

## Théories biographiques

### Origines et statut social

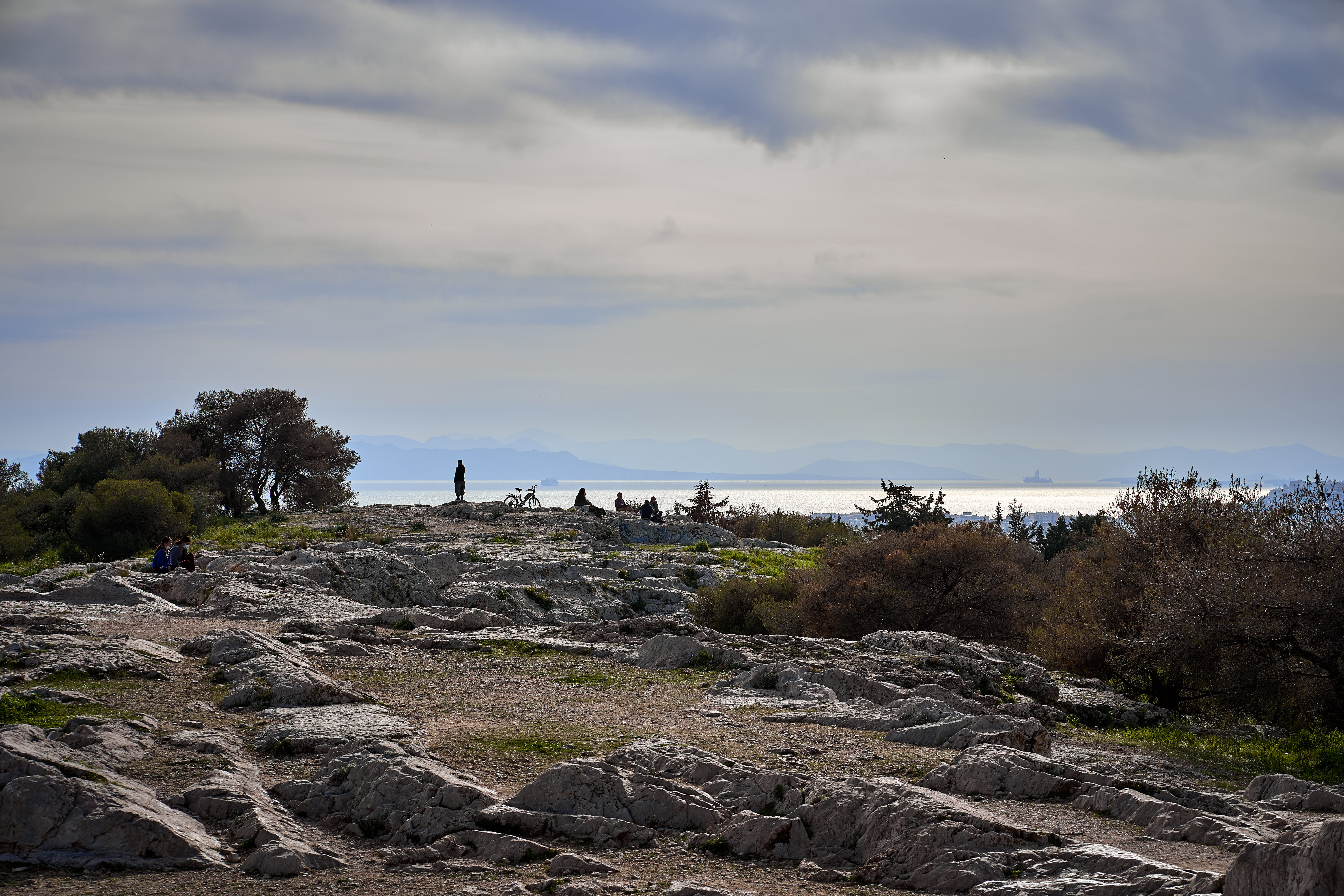
Plateau de l'ancien dème de Mélité, en Attique, dont Phanostratê serait originaire selon plusieurs interprétations.

La vie de Phanostratê n'est connue qu'à partir des interprétations diverses des stèles présentées ci-dessus. La reconstruction du nom Mélitéos par G. Daux est couramment reprise, mais en 2014, Rebecca Futo Kennedy propose des alternatives (Μελιταίς / Mélitaís, Μελιταιέως / Mélitaiéos ou Μιλησια / Milesia) qui peuvent laisser penser que Phanostratê était une métèque, mention rare sur les pierres tombales des femmes de son temps.
F. Retief et L. Cilliers croient qu'elle est originaire d'Acharnés (ville en Attique) et qu'elle a épousé un citoyen milésien. Bien qu'elle s'accorde avec eux pour dire qu'elle était femme libre, c'est-à-dire non esclave, V. Dasen est moins affirmative quant à l'origine de Phanostratê. Elle pense qu'elle peut être la fille ou l'épouse d'un citoyen athénien du dème de Mélité. Pour S. Lambert et L. Totelin, bien que Phanostratê ait la pose et la tenue d'une dame de qualité sur sa stèle funéraire, rien n'exclut qu'elle ait été, ne serait-ce que provisoirement, l'esclave d'un Mélitois : cette condition sociale ne l'aurait pas empêchée d'effectuer des tâches importantes. Selon cette hypothèse, le nom suivant celui de Phanostratê n'est pas celui de son époux ou de son père, mais de son propriétaire. Pour D. N. Theocharis, son statut unique de sage-femme et médecin dans l'Antiquité classique, particulièrement à Athènes, pourrait tenir au fait que Phanostratê soit issue d'une famille de notables locaux et qu'elle ait gagné beaucoup d'argent, ce qui expliquerait une certaine reconnaissance à son égard.
Pour A. Bielman Sanchez, Phanostratê devait avoir eu des enfants et être ménopausée au moment où elle est devenue sage-femme, car c'étaient les conditions sine qua non pour exercer selon Socrate. Cette théorie est cependant remise en question par H. Cremo, dans la mesure où ont existé d'autres modèles de sage-femme que celui de Phénarète, la mère du philosophe. Afin de comprendre l'absence inhabituelle d'hommes dans le bas-relief, A. Bielman Sanchez avance que Phanostratê est « probablement une veuve », sans époux ni descendance, et qu'elle est « entièrement consacrée à son métier » ; la lacune au-dessus du bas-relief serait par conséquent sa filiation. La stèle IG II/III² 6873 ayant été trouvée à Acharnés, Phanostratê a peut-être vécu et exercé la médecine dans cette ville sans tutelle masculine, une position sociale exceptionnelle pour une femme à son époque.

### Études et compétences médicales
Les études sur le taux d'alphabétisation des femmes athéniennes de cette époque suggèrent que moins de 5 % d'entre elles savaient lire, mais une professionnelle fortunée ou l'épouse d'un riche athénien, comme pouvait l'être Phanostratê, faisait probablement partie de cette minorité. Ici, les historiens s'appuient sur le témoignage de Xénophon qui, dans l'Économique, donne à l'épouse la charge de veiller sur la santé des personnes de la maisonnée (enfants, serviteurs et esclaves), probablement sans distinction de sexe. La frontière entre sage-femme et médecin était floue, relevant d'un choix personnel, car il n'y avait pas de lois définissant ces professions.
Il semblerait que les domaines de Phanostratê furent la santé des femmes et celle des enfants. Décrite comme sage-femme, son cas est d'autant plus intéressant car c'est la première fois qu'une femme est désignée comme « médecin » dans les sources grecques antiques. La mention : « tous, à sa mort, la regrettent » laisse penser que son domaine de compétences était large et qu'elle pratiquait sa science en dehors de la sphère familiale,,. En se basant sur l'utilisation de ce titre et les exemples de médecines lui étant postérieures, il est possible que Phanostratê eût aussi une clientèle masculine,. Outre le titre de « médecin », la supposition d'une patientèle élargie de Phanostratê est renforcée par les mentions de la guérison d'une habitante d'un autre dème et de la statue disparue de l'asclépiéion édifiée en son honneur, ainsi que l'hypothèse qu'Antiphilê était une possible cliente,.

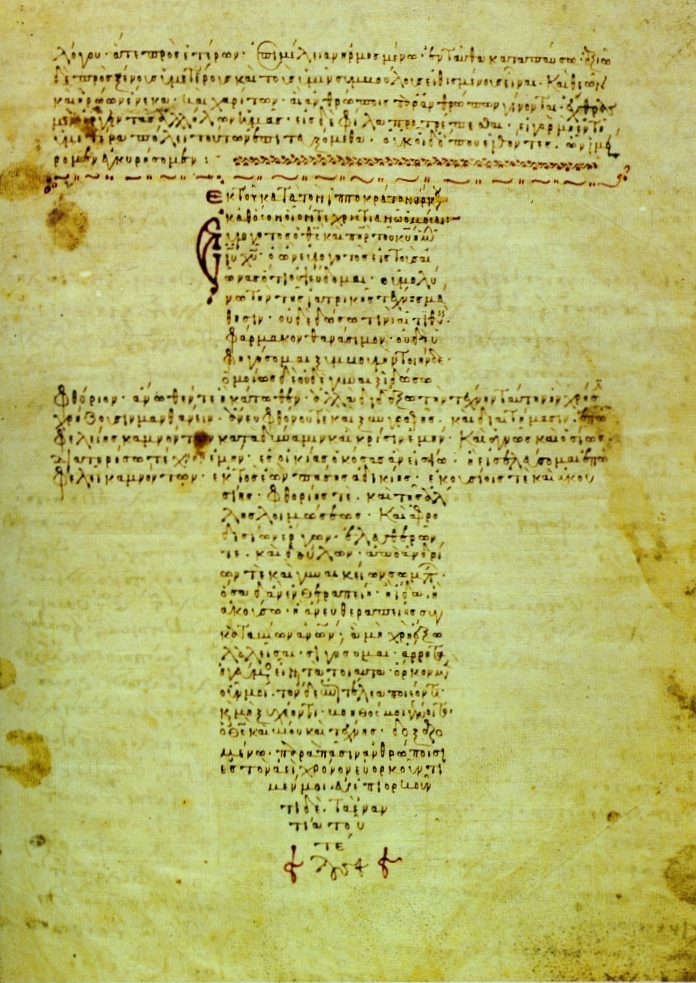
Serment d'Hippocrate, manuscrit byzantin du XII.

Pour Lesley Dean-Jones, iatros semble désigner les filles de médecin qui, comme leurs frères, reçoivent une formation médicale, semblable à celle de leurs homologues masculins. Les hommes ont un contrôle important de la médecine, les femmes sont généralement assistantes lorsqu'ils auscultent d'autres femmes. Pour L. Dean-Jones, Phanostratê s'est masculinisée en prêtant le serment d'Hippocrate, et comme d'autres femmes très instruites en médecine, elle aurait revendiqué personnellement le titre « médecin ». Cette masculinisation se retrouve dans l'expression pasin potheiné (« tous la regrettent »), qu'on trouve en majorité dans les épitaphes masculines. L'utilisation de formules épitaphiques et d'un titre masculins n'est pas banale, elle sert à légitimer sa position dans un corps médical en grande partie composé d'hommes, sans qu'elle ait pour autant renoncé à sa féminité, comme en témoigne le bas-relief de sa stèle funéraire.
La présence du mot λυπηρά / lupêra dans l'inscription funéraire de Phanostratê n'est peut-être pas fortuite. Il se peut qu'elle connût les discussions autour de la λύπη / lupê (« peine, chagrin ») — qu'il faut éviter à tout le monde, notamment aux patients —, et qu'elle prît part aux débats entre collègues sur la façon de la soigner. Il n'est pas impossible qu'une femme médecin connaisse l’Iliade d'Homère, la pièce Hippolyte d'Euripide, ainsi que l'ouvrage Des airs, des eaux et des lieux du corpus hippocratique, qui discutent de la lupe. L'épitaphe défend Phanostratê contre tout soupçon d'avoir fait souffrir un malade ou une patiente de son vivant, et elle semble affirmer qu'elle a toujours soulagé ou atténué les douleurs, conformément à la mission du corps médical exprimée dans Des Épidémies, autre livre du corpus hippocratique.
Si jamais Phanostratê ne savait pas lire, elle pouvait au moins connaître les théories sur le sujet. D'autant plus que la médecine hippocratique était, en certains aspects, proche de l'art culinaire, dans la mesure où elle était caractérisée par l'observation empirique de processus de transformation avec interventions aux moments opportuns.

## Honneur
L'astéroïde (20051) Phanostrate est nommé en son honneur.